# Теорема Лавлока
Теорема Лавлока — утверждение общей теории относительности, согласно которому уравнения Эйнштейна — единственные возможные полевые уравнения, которые могут быть получены из лагранжиана, содержащего только вторые производные четырёхмерной метрики. Доказана британским физиком Дэвидом Лавлоком в 1971 году.
В четырёхмерном пространстве-времени любой тензор {\displaystyle A^{\mu \nu }}, компоненты которого зависят только от метрики и её первых и вторых производных (но при этом линейны по вторым производным), является симметричным, имеет нулевую дивергенцию и имеет вид:
{\displaystyle A^{\mu \nu }=aG^{\mu \nu }+bg^{\mu \nu }},
где {\displaystyle a} и {\displaystyle b} — константы, а {\displaystyle G^{\mu \nu }} — тензор Эйнштейна. Теорема утверждает, что единственные возможные уравнения Эйлера — Лагранжа второго порядка, которые можно получить из лагранжевой плотности вида {\displaystyle {\mathcal {L}}={\mathcal {L}}(g_{\mu \nu })} в четырёх измерениях, есть:
{\displaystyle E^{\mu \nu }=\alpha {\sqrt {-g}}\left[R^{\mu \nu }-{\frac {1}{2}}g^{\mu \nu }R\right]+\lambda {\sqrt {-g}}g^{\mu \nu }}.
Теорема Лавлока помогает понять особое место общей теории относительности среди возможных модифицированных теорий гравитации и указать на возможные пути её обобщения:
- добавление новых степеней свободы (например, скалярно-тензорные теории типа Хорндески, теория Эйнштейна — Картана и так далее),
- использовать большее число измерений пространства-времени (например, теория Калуцы — Клейна),
- разрешить производные метрики выше второго порядка (beyond Horndeski[уточнить], DHOST и так далее),
- нелокальность (например, обратный даламбертиан),
- отказ от принципа наименьшего действия.